# Helena Falls
Die Helena Falls sind ein Wasserfall im Fiordland-Nationalpark auf der Südinsel Neuseelands. Er stürzt westlich des 1598 m hohen Mount George über mehrere Fallstufen rund 150 m tief in das Kopfende des Doubtful Sound/Patea.
Namensgeberin ist Helene Brasch (geborene Fels, 1882–1914), die älteste Tochter des aus dem niedersächsischen Halle stammenden Kaufmanns, Sammlers und Philanthropen Willi Fels (1858–1946). Der Wasserfall ist über den Helena Falls Track erreichbar, einen 2 km langen Retourwanderweg.